# کریس لاولر
کریس لاولر (به انگلیسی: Chris Lawler) بازیکن فوتبال زادهٔ ۲۰ اکتبر ۱۹۴۳۰ اهل کشور انگلستان که سابقهٔ بازی در تیم ملی فوتبال انگلستان را در کارنامهٔ خود دارد. وی در تاریخ ۱۲ مه ۱۹۷۱ نخستین بازی ملی خود را در مقابل تیم ملی فوتبال مالت انجام داد و با حضور در ۴ بازی ملی، در تاریخ ۱۳ اکتبر ۱۹۷۱ واپسین بازی ملی‌اش را در برابر تیم ملی فوتبال سوئیس برگزار کرد.
این بازیکن توانسته در بازی‌های ملی، ۱ گل به ثمر برساند.